# Mutisia acuminata
Mutisia acuminata là một loài thực vật có hoa trong họ Cúc. Loài này được Ruiz & Pav. mô tả khoa học đầu tiên năm 1798.